# آشوب‌های ۲۰۱۵ بالتیمور
آشوب‌های ۲۰۱۵ بالتیمور اشاره به حوادثی دارد که در آوریل ۲۰۱۵ در شهر بالتیمور ایالت مریلند آمریکا رخ داد و اعتراضات مردم به شورش و آشوب تبدیل شد. این حوادث در پی مرگ یک سیاه‌پوست ۲۵ ساله به نام «فردی گری» (به انگلیسی: Freddie Gray) در روز ۱۸ آوریل که در بازداشت پلیس بود آغاز شد. او که در هنگام دستگیری سالم بود درجراحات ستون فقرات و نخاع پس از دستگیری به کما رفت و یک هفته بعد جان خود را از دست داد. پس از این بود که ۶ پلیسی که در دستگیری او نقش داشتند تا تحقیقات بیشتر از کار خود معلق شدند. وزارت دادگستری آمریکا تحقیقاتی را دربارهٔ مرگ وی، شروع کرده‌است که در پی آن دادستان‌های شهر بالتیمور آمریکا اتهاماتی جنایی که شامل قتل عمد از نوع درجه دو، قتل غیرعمد، ضرب و جرح و بازداشت غیرقانونی به علیه این افسران اعلام کرد.
چگونگی جراحت دیدن این فرد در هنگام دستگیری هنوز معلوم نیست. مرگ او باعث اعتراضاتی در شهرهای مختلف آمریکا نظیر نیویورک و واشینگتن دی سی و بوستون و مینیاپولیس شد.

## دستگیری
فردی گری روز ۱۲ آوریل دستگیر شد، و سپس به او دست بند زده شد و بعد از انتقال به ون پلیس به دلایل نامعلوم دچار سانحه نخاعی شد و به کما رفت و ظرف چند روز در بیمارستان درگذشت. او بدان علت دستگیرشده بود که هنگام مشاهده پلیس و
چشم در چشم شدن گریخته بود، پلیس او را دستگیر کرد، دستبند زد و سوار ون کرد. بعد از «ناآرام شدن او» پلیس به او پابند هم زد با این همه کمربند ایمنی او برخلاف مقررات پلیس بسته نشده بود. او هنگامی سوار ماشین پلیس بود دچار مشکل می‌شود و بارها از پلیس تقاضای پزشک می‌کند که نهایتاً پلیس پس از ۳۰ دقیقه با آمبولانس تماس می‌گیرد.

## حوادث بعدی
در پی مرگ وی و پس برگذاری مراسم تدفین که با حضور ۲۵۰۰ نفر و به آرامی برگزار شده‌بود، به خشونت کشیده شد. یک داروخانه سی‌وی‌اس در مرکز شهر بالتیمور توسط معترضین غارت و به آتش کشیده شد؛ به دلیل تخلیهٔ کارکنان کسی آسیب ندید. ولی یک شلنگ آتش‌نشانی که بعدتر برای اطفای حریق به کار رفت از سوی معترضین پنجر شد. در همان شب هم از نیروهای پلیس و هم معترضین تعدادی مجروح شدند. پلیس بالتیمور در حساب توییتر خود نوشت: «کسانی که دست به خشونت زده‌اند به هشدار پلیس برای متفرق شدن اعتناء نمی‌کنند و چند افسر پلیس مجروح شده‌اند.» در عین حال یکی از سخنگویان پلیس در مصاحبه‌ای با سی‌ان‌ان گفت: اینها تظاهرکنندگان نیستند - اینها افراد قانون‌شکن هستند. در پی گسترش این آشوب‌ها دولت ۵۰۰۰ نفر از سربازان گارد ملی را محل اعزام که که اعزام این سربازان در ۵۰ سال گذشته در بالتیمور بی‌سابقه بوده‌است و آخرین باری که چنین کاری صورت گرفته بود هنگام ترور مارتین لوتر کینگ بوده‌است. این ناآرامی‌ها باعث شد یک هفته در این شهر مقررات منع عبور و مرور وضع بشود.